# FASTA
FASTA és un programa informàtic d'alineament d'àcids desoxiribonucleics (ADN) i proteïnes descrit inicialment com a FASTP per David J. Lipman i William R. Pearson el 1985 en l'article Rapid and sensitive protein similarity searches. Inicialment, el programa original FASTP estava dissenyat per comparar seqüències proteïques, però més endavant, el programa FASTA, descrit el 1988 va afegir la possibilitat de fer cerques ADN:ADN i proteïna:ADN, i va incorporar un mòdul addicional per a càlcular més acuradament el valor estadístic de cada comparació.
El programa FASTA es pot obtenir de fasta.bioch.virginia.edu o es poden fer cerques a través de la web.